# Krajta tmavá
Krajta tmavá (Python bivittatus, pod vlivem angličtiny též krajta barmská) je velký had z čeledi krajty (dříve zahrnována do čeledi hroznýšovití). Žila původně pouze v jižní a jihovýchodní Asii, v posledních letech došlo k její nechtěné introdukci i na Floridu. Až do roku 2009 byla považována za poddruh krajty tygrovité, současná taxonomie ji uznává jako samostatný druh. Žije poblíž vody, může trávit i dost času přímo v ní, ale také je možno ji nalézt v korunách stromů. Divoce žijící jedinci dosahují průměrné délky 3,7 metru, výjimečně se jejich délka může blížit 6 metrům. Jeden jedinec chovaný v zajetí zřejmě dorostl až do 8,2 metru (nicméně taková délka vyvolává jisté pochybnosti o správnosti měření). Je to aktivní predátor a potravní oportunista. Sežere jakékoliv zvíře přiměřené velikosti. Zabíjí jako klasický škrtič, loví tak, že oběť udusí smyčkami svého svalnatého těla.

## Taxonomie
Python bivittatus neboli krajta tmavá byla jako druh uznána v roce 2009, když předtím byla vedena jako poddruh krajty tygrovité (Python molurus) pod vědeckým jménem Python molurus bivittatus. P. b. progschai je považována za poddruh krajty tmavé zahrnující populace ze Sulawesi.

## Popis
Krajta tmavá má na těle množství velkých hnědých skvrn, jež jsou ohraničeny velmi tmavě hnědě až černě. Barva mezi skvrnami je světle hnědá až béžová.
Průměrná délka hadů žijících ve volné přírodě je 3,7 metru, přičemž exempláře měřící více než 4 metry nejsou běžné. Pohlavní dimorfismus bývá poměrně výrazný - samice jsou poněkud delší a především o dost mohutnější a těžší než samci. Hmotnost samic se obvykle pohybuje od 29 do 75 kg, hmotnost samců většinou od 7 do 18,5 kg. Největší jedinec odchycený na Floridě měřil 5,2 metru. Šlo o samici vážící 63,5 kg, která v sobě měla 73 vajec. Další velká krajta z Floridy měřila 4,9 metru a vážila 69 kg. Podle jedněch zdrojů nejdelší zaznamenaná krajta tmavá - samice zvaná Baby - měřila 5,74 m. Animal Diversity Web udává čísla ještě výrazně větší: maximální délku 7,6 m při hmotnosti 137 kg. Některé zdroje uvádějí jako rekord jedince ze Serpent Safari Park v Illinois, jenž měřil 8,2 m a vážil 182 kg. Nicméně obecně zprávy o hadech delších než 6 metrů jsou předmětem jisté skepse. Naopak na ostrovech Indonésie (Jáva, Bali, Sulawesi) se vyskytují vzrůstem velmi malé formy, jejichž délka osciluje mezi 2 a 2,5 metry.

## Výskyt
Krajta tmavá preferuje k životu lesnatou krajinu, což zahrnuje tropické lesy různých typů včetně mangrovů. Žije rovněž na loukách, v mokřadech. Je silně svázána s vodou, tudíž je možno ji nalézt i v řekách a v různých jiných vodních zdrojích nebo v jejich blízkosti. Nejvyšší nadmořská výška, v níž byla zaznamenána, je 4050 m. Jde však o extrém, obvykle žije výrazně níže. Státy a oblasti, v nichž se vyskytuje, jsou následující: Bangladéš, Nepál, severovýchodní Indie, Barma, Thajsko, Vietnam, Laos, Kambodža, jižní Čína, Indonésie (Jáva, Sulawesi, Bali, Sumbawa). Introdukována byla do Singapuru a do USA na Floridu, kde je vedena jako invazní druh. Totéž platí i pro Portoriko, nicméně v tomto případě pro přesnější hodnocení chybějí data.

### Invaze na Floridu

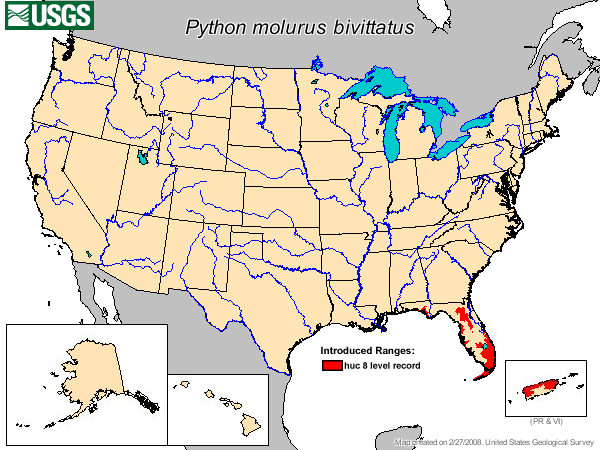
Rozšíření krajty tmavé na Floridě (červeně)

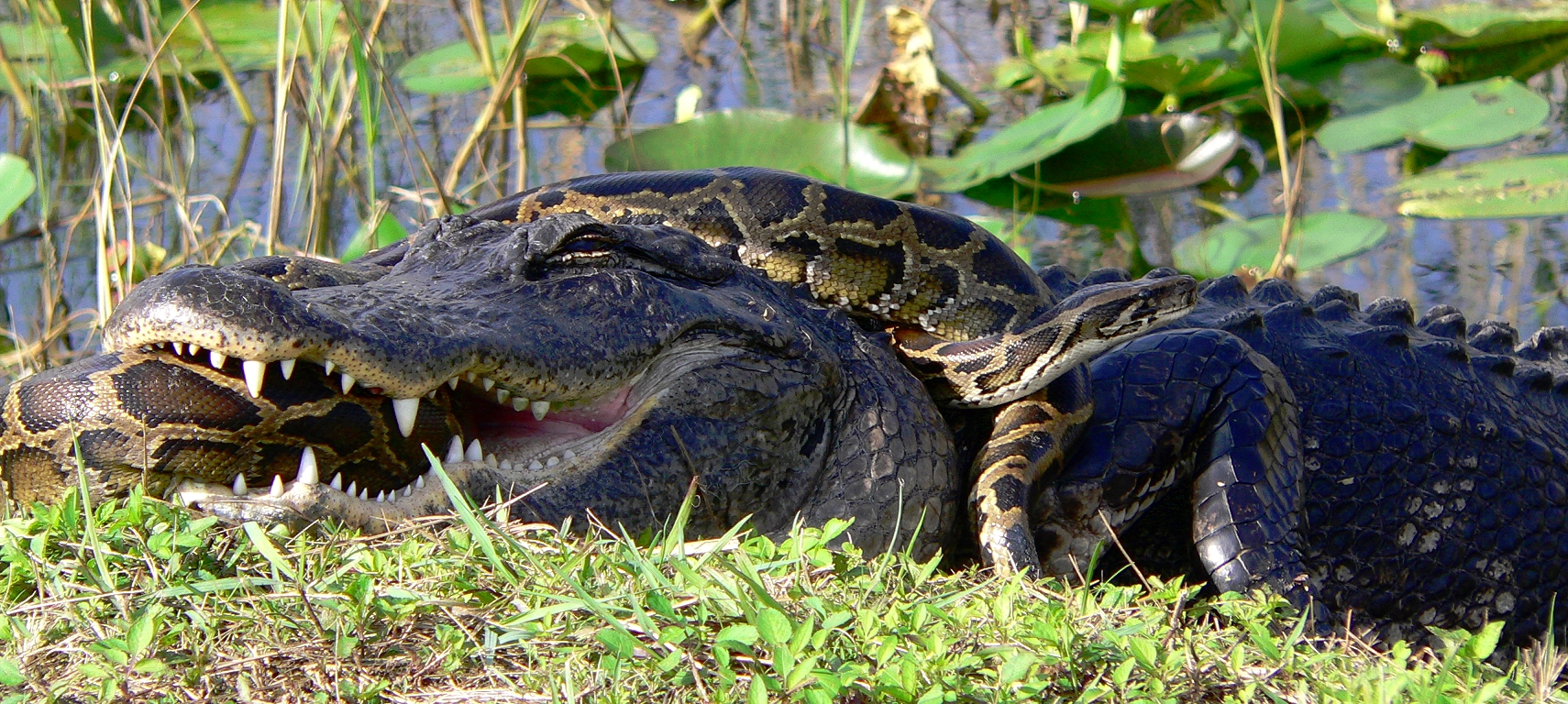
Aligátor snažící se usmrtit krajtu tmavou (Everglades)

V roce 1992 zasáhl Floridu hurikán Andrew a zřejmě i jeho přičiněním uniklo nespecifikované množství krajt z místních obchodů se zvířaty a různých chovných zařízení do volné přírody. Předpokládá se, že i někteří soukromí chovatelé se takto občas zbavovali dále nechtěných domácích mazlíků již v 80. letech 20. století. Většina vypuštěných krajt se usadila v bažinaté oblasti Everglades. V roce 2007 byl tento had zaznamenán i v severní Floridě a v pobřežní oblasti Florida Panhandle. Mezi léty 2000 a 2012 odchytili (výjimečně i zabili) ochranáři a strážci parku Everglades 1825 hadů, přičemž množství rostlo každým rokem. Krajtě tmavé se přesto nebývale daří. Výsledkem jejího šíření je decimace mnohých místních druhů živočichů. Efekt této invaze byl vyčíslen takto: lišky a králíci z oblasti obývané krajtami prakticky vymizeli, mývalové, opossumové a jelenci běloocasí přišli o více než 90 % populace. Předpokládá se negativní vliv na populace ptáků, kojotů a pum floridských. Krajty úspěšně soupeří i s aligátory, kterým sice občas padnou za oběť (a na oplátku samy loví jejich menší jedince), ale to nikterak nebrání jejich populačnímu růstu.

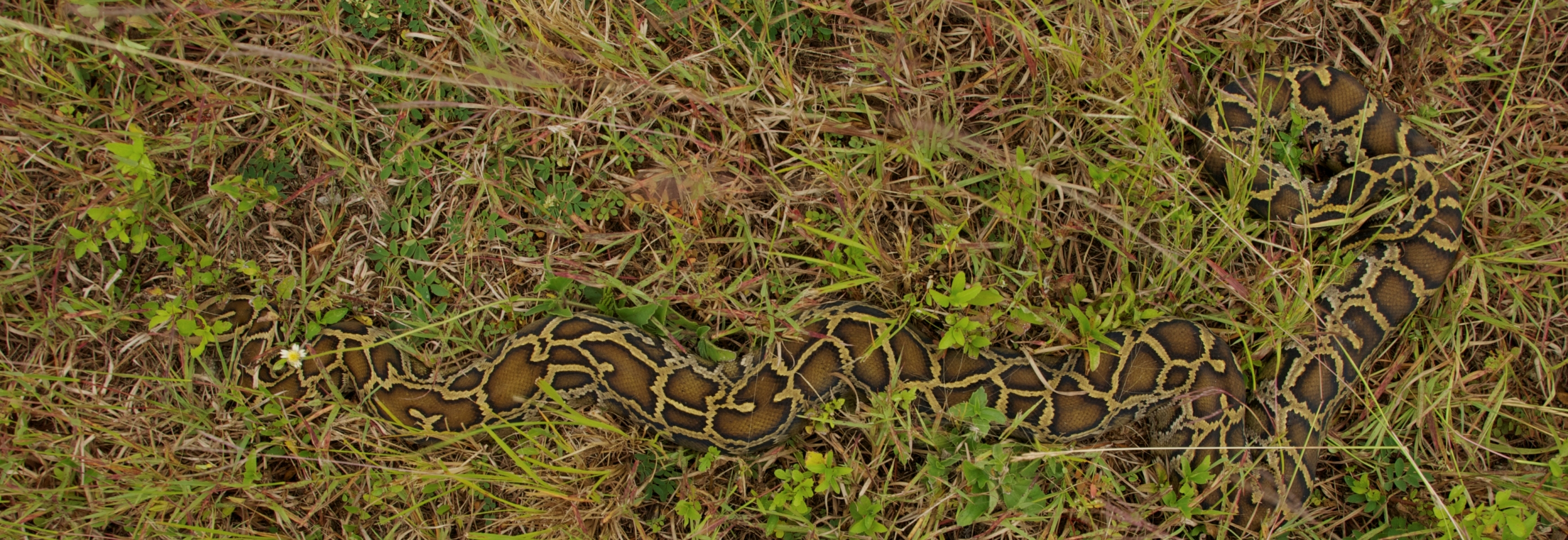
Maskovací efekt kresby na kůži (Everglades)

## Chování a biologie
Krajty tmavé jsou aktivní převážně v noci. Mladí jedinci se rádi pohybují ve stromoví, starší dávají přednost zemi. Jsou to vynikající plavci, mohou zůstat ponořeny pod hladinou až půl hodiny. Většinu času tráví ukryté v podrostu. V severních oblastech v chladnějších měsících mohou krajty brumovat (hibernovat) v dutině stromu, v hnízdech (dírách) pod říčních břehem nebo pod skalami.

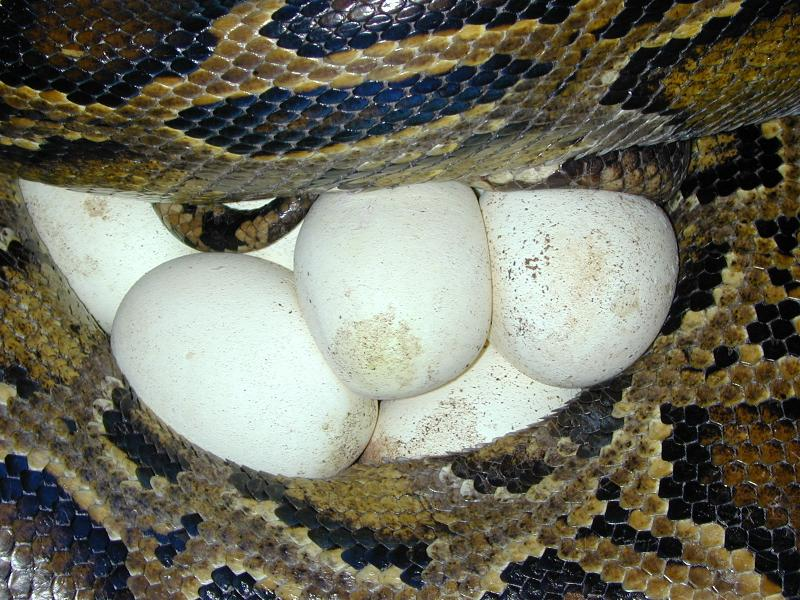
Samice krajty tmavé se snůškou 21 vajec

### Rozmnožování

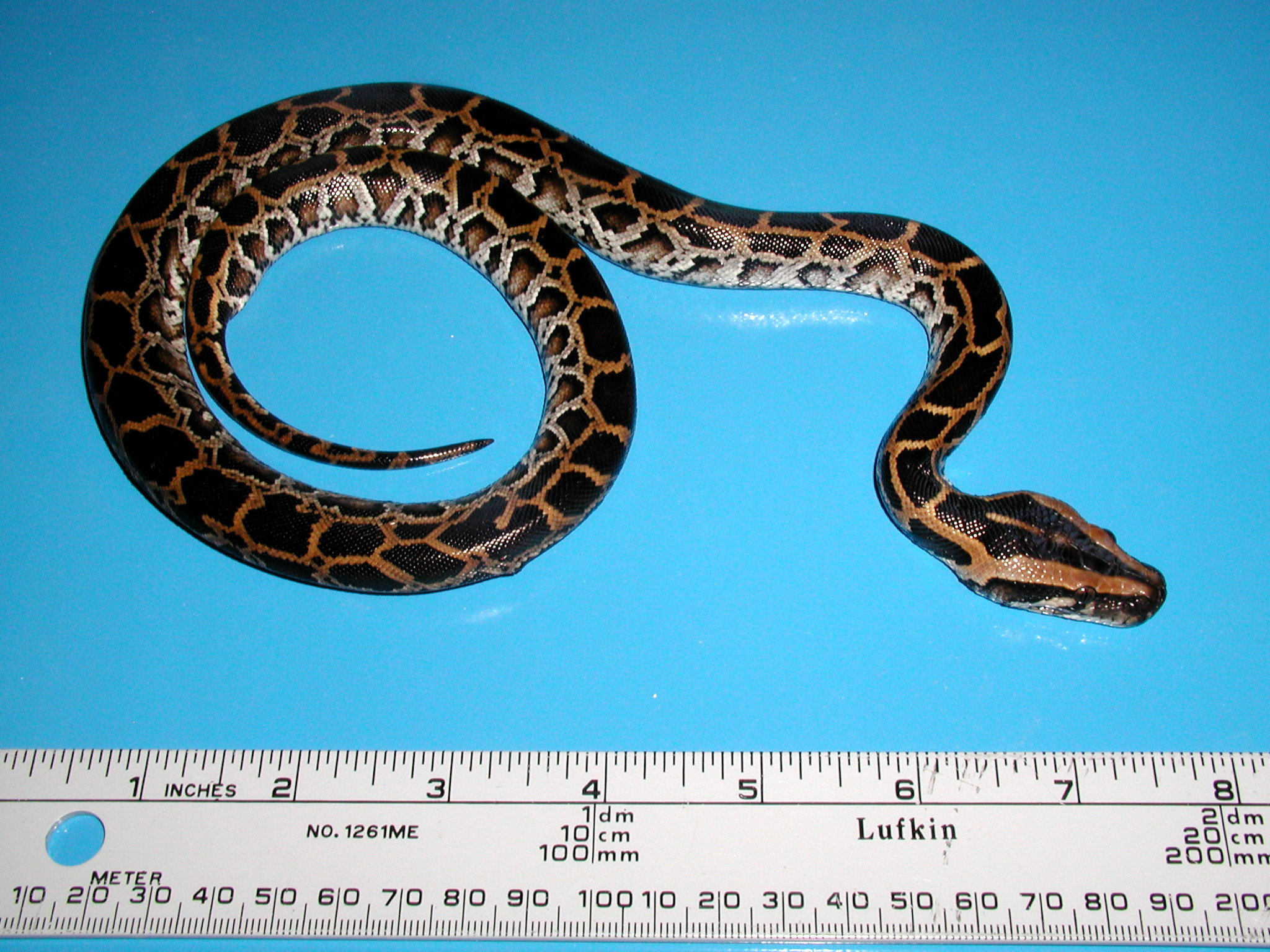
Čerstvě vylíhlé mládě krajty tmavé

Krajty tmavé se páří začátkem jara. Doba mezi kopulací a snůškou je různá, obvykle jde o 2 až 4 měsíce. Na Floridě probíhá páření mezi prosincem a dubnem, ke snůšce dochází obvykle v květnu nebo červnu. Nicméně kopulace se samci není nutná a samice jsou schopny partenogeneze, avšak neví se, jak často k této variantě v přírodě dochází. Samice snášejí 8 až 107 vajec. Zůstávají s nimi v hnízdě a svalovými stahy regulují teplotu, pokud je potřeba. Dokáží ji zvýšit až o 6–8 °C. Když se přibližně po dvou měsících s pomocí vaječného zubu vylíhnou mladí jedinci, přestanou se o ně starat. Mláďata zůstávají až do prvního svlékání ve vejci, a pak se vydávají pryč, ulovit první kořist. Po vylíhnutí měří 48 až 79 cm a zpočátku rostou velmi rychle, obvykle 7–10 cm za měsíc, ale byl zaznamenán přírůstek 24,5 cm za měsíc. Tato rychlost s věkem postupně klesá - v druhém roce života je to průměrně 4,5 cm za měsíc a ve čtvrtém už jen 1,6 cm měsíčně. Pohlavně dospívají ve druhém až třetím roce života, při délce 1,7 až 2,6 metru. Zvířata v zajetí, jsou-li vydatně krmena, mohou mít rychlejší růst a časnější pohlavní zralost.

### Potrava

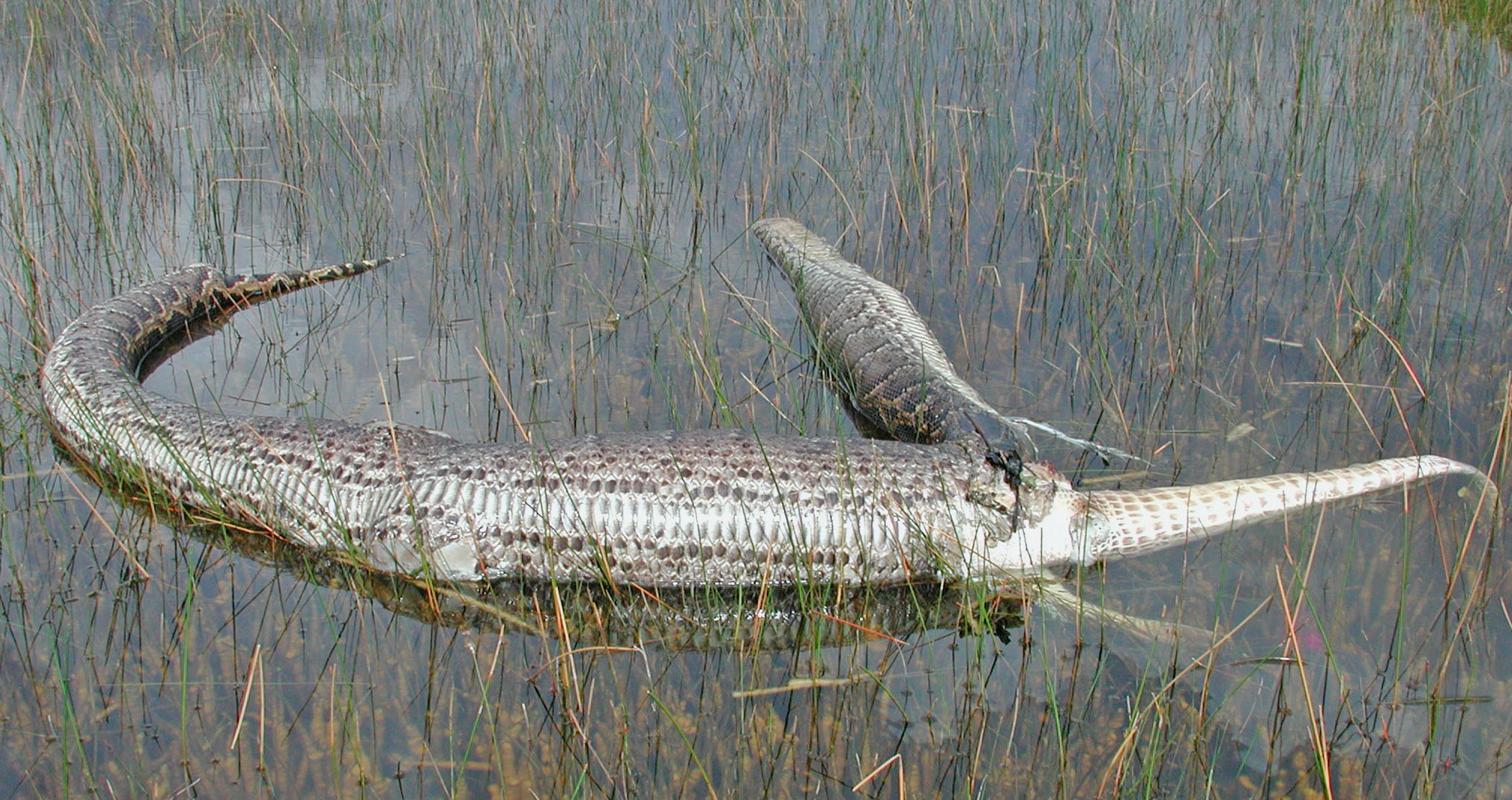
Mrtvá prasklá krajta s pozřeným aligátorem

Krajta tmavá je aktivní predátor. Živí se kořistí přiměřené velikosti a jakožto potravní oportunista využívá nabídku habitatu, v němž žije. Skladba její kořisti je velmi pestrá. Na dolní škále, co se velikosti týče, stojí myši, krysy a jiní hlodavci (například křečci floridští). Těmi je mnohdy lákána do blízkosti lidských obydlí, kde se vyskytují v hojné míře. Dále napadá různé ptáky, včetně velkých druhů, netopýry či kaloně. Střední a velkou kořist tvoří různá prasata, kozy, luskouni, jeleni, antilopy, psi, šakali, rysi, králíci, opice. V trávicím traktu krajt se našli i levharti. Kromě savců a ptáků zabíjí i plazy, včetně krokodýlů a aligátorů, obojživelníky a ryby. Ve výjimečných případech se může stát, že přílišná velikost kořisti způsobí krajtě smrt.
Krajta tmavá je klasický had škrtič. Svou kořist zabije tak, že udělá prudký výpad, uchopí ji svými ostrými dozadu zahnutými zuby, a pak ji obtočí svým svalnatým tělem. Postupně ji více a více svírá, přeruší krevní oběh a oběť se udusí, respektive zemře na zástavu srdce. Had snadněji usmrtí teplokrevné živočichy než studenokrevné.

#### Trávení
Krajta tmavá prožívá dlouhá období bez potravy střídající se s periodami, kdy zpracovává často objemnou kořist. Její trávicí a kardiovaskulární systém pracuje tedy ve dvou zcela rozdílných režimech. Jakmile dojde k pozření kořisti, žaludek a střeva zvětší svůj objem a výkon a výrazně zvýší produkci kyselin a enzymů. Vzroste délka mikroklků a apikální membrány ve střevě. Zvětší se i výkon srdce, slinivky, jater a ledvin. Rychlost metabolismu se zvýší až 44krát, přičemž na trávení kořisti se spotřebuje až 37 % z ní získané energie. Poté, co je potrava strávena, dojde k rychlému návratu do klidového stavu.

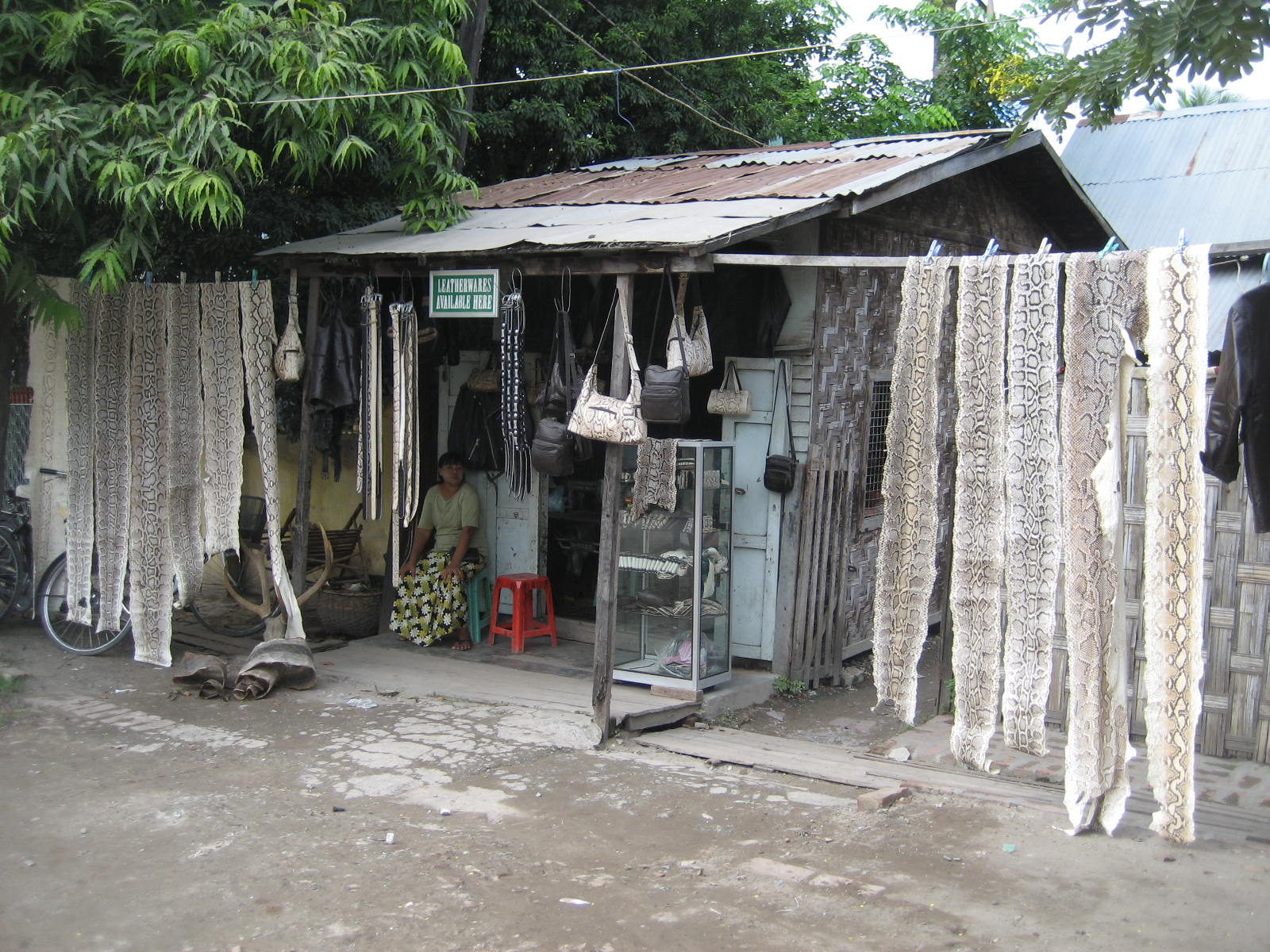
Kůže krajt tmavých a mřížkovaných na trhu v Mandalaji v Myanmaru

## Ohrožení a ochrana
Divoké populace v původních oblastech výskytu vede Mezinárodní svaz ochrany přírody jako zranitelné. CITES řadí krajtu tmavou do Přílohy II (Appendix II), což znamená, že obchod s tímto druhem je možný jen v omezeném množství. Všechny velké druhy krajt byly v minulosti zabíjeny, aby zásobovaly trh s hadími kůžemi (dělají se z nich například různé druhy bubnů a další hudební nástroje, především erheen a loutna sanxian), uspokojovaly požadavky lidové medicíny a poptávku ze strany chovatelů hadů. Přinejmenším v Číně jsou usmrcovány i kvůli masu. Počty hadů se snížily odhadem o 50 % za posledních 10 let. Je to především z výše uvedených důvodů, navíc se k tomu přidala degradace životního prostředí. Krajta tmavá začala být vzácná v Myanmaru, Laosu, Vietnamu a Kambodži. Obchod (mnohdy ilegální) s krajtami tmavými je dosti rozšířen a zahrnuje tisíce kusů hadů ročně.
Had je chráněn v Číně, Vietnamu, Indonésii a Thajsku. Důležitým aspektem ochrany je potřeba dalšího výzkumu života tohoto druhu. Paradoxně existuje v současnosti daleko více informací o biologii tohoto škrtiče z Floridy než z původních oblastí výskytu.

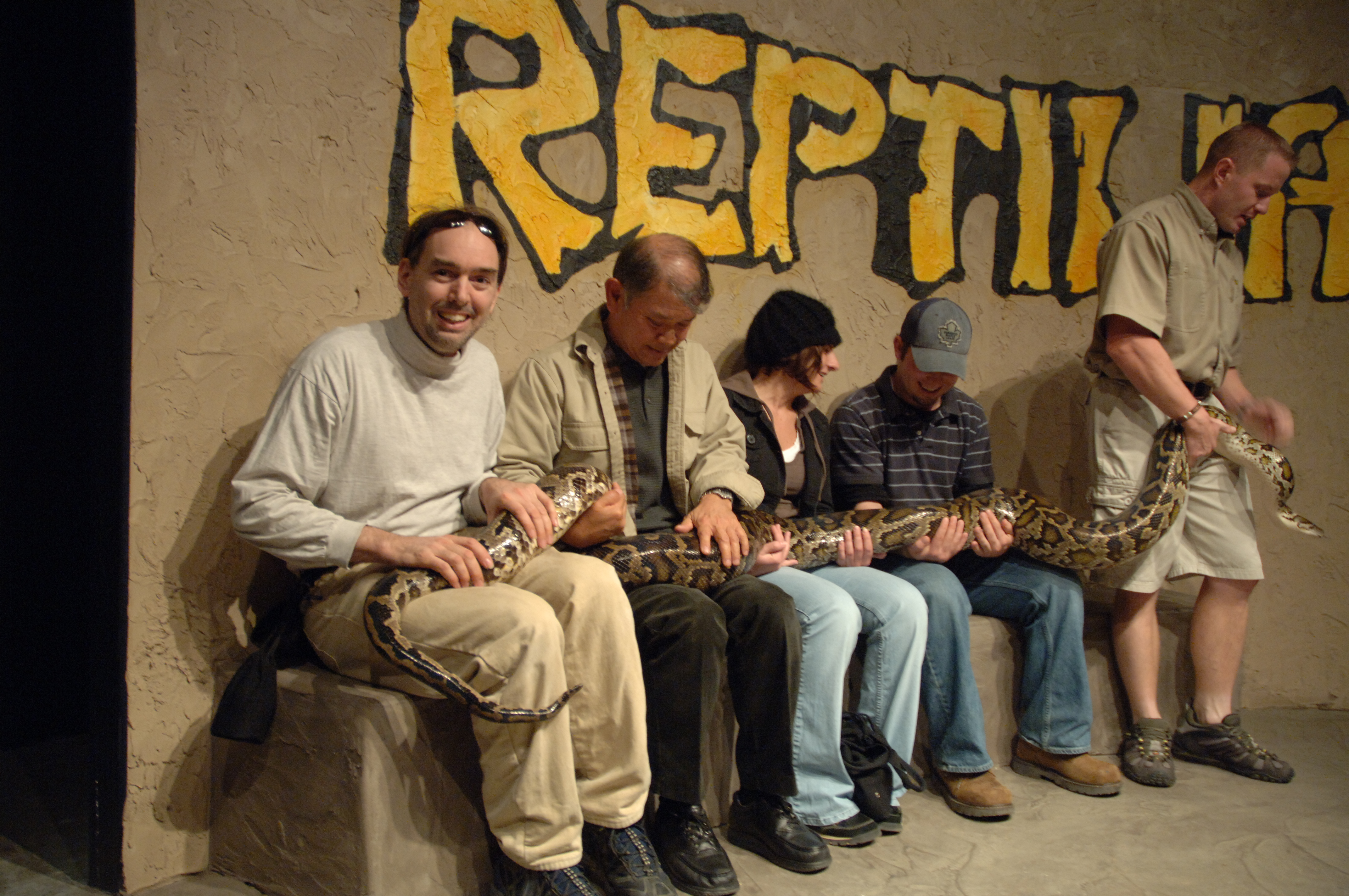
Dobrovolníci si během přednášky/workshopu užívají kontakt s krajtou tmavou.

## V zajetí
Krajty tmavé jsou často prodávány na chov jako domácí zvířata. Jejich popularita spočívá v atraktivním vzhledu a relativně mírné povaze. Určitým negativem je velmi rychlý růst. Pokud jsou řádně krmeny, velice brzy přesáhnou 2 metry. Ve věku 4 let získávají délku dospělců, nicméně jejich růst pomalu pokračuje i nadále. Při dobré péči se mohou dožít i více než 20 let.

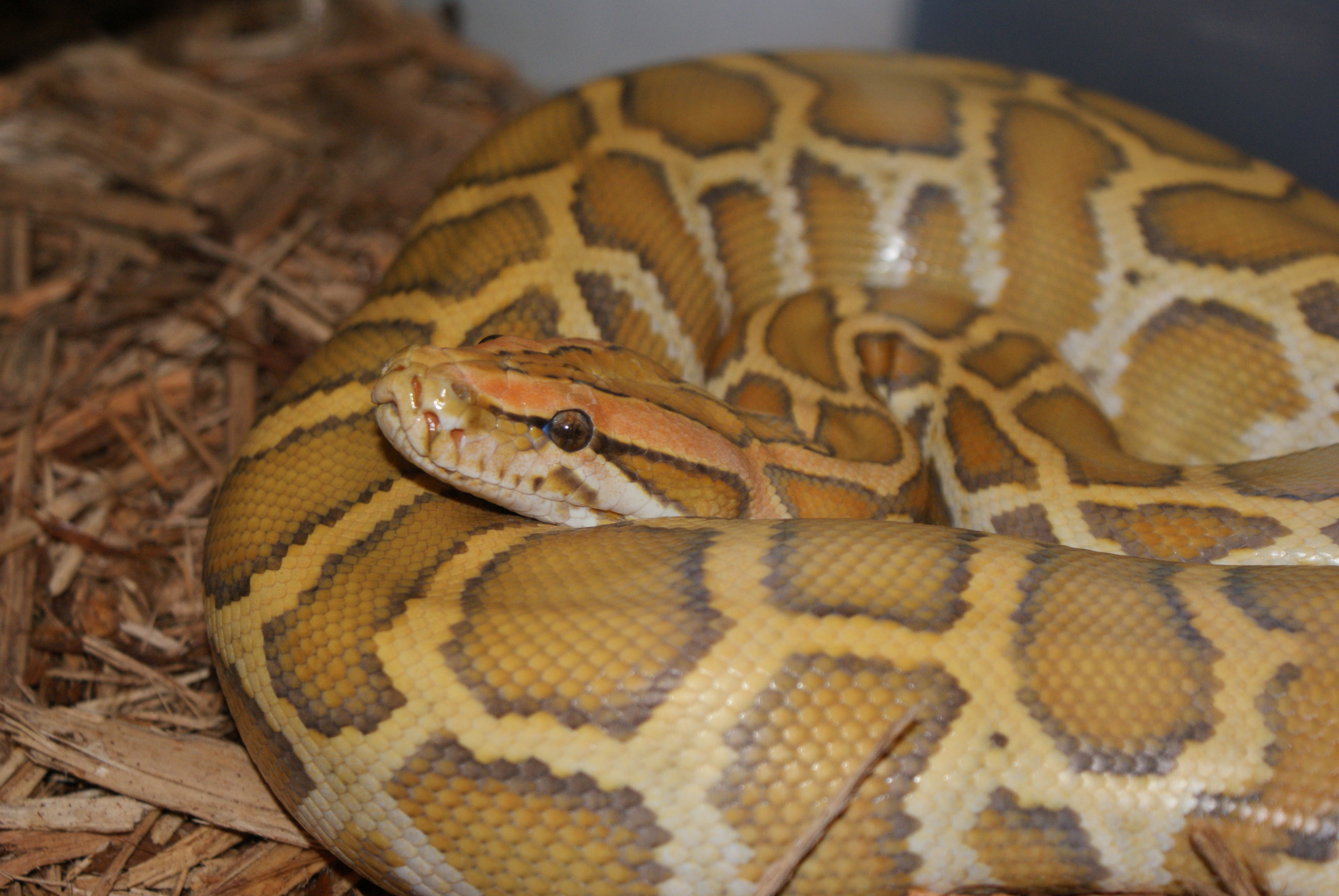
Karamelová varianta krajty tmavé

Ačkoliv mají, ve srovnání s většinou příbuzných druhů, jako je krajta mřížkovaná a krajta pestrá, pověst neagresivních hadů, dokáží způsobit bolestivé a krvavé kousnutí, a pokud se jim podaří obtočit své smrtící smyčky, může být útok krajty pro chovatele fatální. Chov větších jedinců je náročný, konzumují velké množství živé potravy (potkani, morčata, králíci, slepice, kachny, selata), vyžadují značný životní prostor a mohou být svému chovateli nebezpeční. Někteří chovatelé se z důvodů nezvládnutí chovu rozhodnou hada vypustit do volné přírody, čímž z něj ve vhodných přírodních podmínkách mohou učinit invazního jedince. Toto se právě stalo na Floridě. Její úřady se proto rozhodly uvalit na chov krajt tmavých restriktivní opatření.
Krajty tmavé jsou oportunističtí jedlíci a konzumují potravu, i když jsou nasycené. Výsledkem bývá jejich sklon k obezitě, což je častý problém u hadů chovaných v zajetí.
V zajetí bývají šlechtěny různé barevné varianty krajt. Nejpopulárnější jsou albíni, karameloví jedinci, tzv. labyrintové barevné formy a nejnověji se podařilo vyšlechtit i leucistické jedince.